# Эволюция далеков
«Эволюция далеков» — пятая серия третьего сезона сериала «Доктор Кто». Премьера серии состоялась 28 апреля 2007 года на канале BBC One.

## Сюжет
В Нью-Йорке 1930-х Доктор и Марта встречают далеков, остатки культа Скаро. Пропадают люди, а в коллекторах завелись свиньи-гуманоиды.